# Funkcja theta Ramanujana
Funkcja theta Ramanujana – uogólnia postać funkcji theta Jacobiego, przy zachowaniu ich ogólnych własności. Przy zapisie zgodnym z funkcją theta Ramanujana iloczyn mieszany Jacobiego przybiera najbardziej przejrzystą formę. Funkcja została nazwana na cześć jej twórcy, hinduskiego matematyka samouka Srinivasy Ramanujana.

## Definicja
Funkcję można opisać wzorem:
{\displaystyle f(a,b)=\sum _{n=-\infty }^{\infty }a^{n(n+1)/2}\;b^{n(n-1)/2}}
dla {\displaystyle |ab|<1.} Tożsamość iloczynu mieszanego Jacobiego przybiera postać
{\displaystyle f(a,b)=(-a;ab)_{\infty }\;(-b;ab)_{\infty }\;(ab;ab)_{\infty }.}
Wyrażenie {\displaystyle (a;q)_{n}} oznacza symbol q-Pochhammera. Wynikają z tego tożsamości:
{\displaystyle f(q,q)=\sum _{n=-\infty }^{\infty }q^{n^{2}}={\frac {(-q;q^{2})_{\infty }(q^{2};q^{2})_{\infty }}{(-q^{2};q^{2})_{\infty }(q;q^{2})_{\infty }}}}
oraz
{\displaystyle f(q,q^{3})=\sum _{n=0}^{\infty }q^{n(n+1)/2}={\frac {(q^{2};q^{2})_{\infty }}{(q;q^{2})_{\infty }}}}
oraz
{\displaystyle f(-q,-q^{2})=\sum _{n=-\infty }^{\infty }(-1)^{n}q^{n(3n-1)/2}=(q;q)_{\infty }}
Ostatnia z nich, będąc funkcją Eulera (nie mylić z funkcją φ) jest ściśle związana z funkcją modularną Dedekinda.